# Marvel Comics
Marvel Comics (hay đơn giản là Marvel) là nhà xuất bản truyện tranh của Mỹ và là chi nhánh chính của Marvel Worldwide Inc. (trước đây là Marvel Publishing, Inc. và Marvel Comics Group), một phần của Marvel Entertainment. Năm 2009, Công ty Walt Disney mua lại công ty mẹ.
Marvel được thành lập vào năm 1939 bởi Martin Goodman với tên Timely Comics, và đến năm 1951 thường được gọi là Atlas Comics . Kỷ nguyên Marvel bắt đầu vào năm 1961, năm mà công ty ra mắt The Fantastic Four và các tựa phim siêu anh hùng khác do Stan Lee , Jack Kirby , Steve Ditko và nhiều người khác tạo ra. Thương hiệu Marvel, đã được sử dụng trong nhiều năm, đã được củng cố thành thương hiệu chính của công ty.
Marvel tính trong số các nhân vật của mình những siêu anh hùng nổi tiếng như Người Nhện, Người Sắt, Kẻ Trừng Phạt, Đội trưởng Mỹ, Thor, Ma Tốc Độ, Doctor Strange, Hulk, Người Sói và Captain Marvel, cũng như các đội siêu anh hùng nổi tiếng như Avengers, X-Men, Fantastic Four và Guardians of the Galaxy. Sự ổn định của những siêu tội phạm nổi tiếng bao gồm những tên như Doctor Doom, Magneto, Ultron, Thanos, Green Goblin, Galactus, Loki và Kingpin. Hầu hết các nhân vật hư cấu của Marvel hoạt động trong một thực tế duy nhất được gọi là Vũ trụ Marvel, với hầu hết các địa điểm phản ánh địa điểm ngoài đời thực; nhiều nhân vật chính có trụ sở tại Thành phố New York. Ngoài ra, Marvel đã xuất bản một số tài sản được cấp phép từ các công ty khác. Điều này bao gồm truyện tranh Chiến tranh giữa các vì sao hai lần từ năm 1977 đến năm 1986 và một lần nữa kể từ năm 2015.

## Lịch sử
1. ↑  Schedeen, Jesse (ngày 25 tháng 3 năm 2021). "Marvel Comics Shifts to New Distributor in Industry-Rattling Move - IGN". IGN (bằng tiếng Anh). Truy cập ngày 25 tháng 3 năm 2021.
2. ↑  "Hachette - Our Clients". Lưu trữ bản gốc ngày 11 tháng 9 năm 2017. Truy cập ngày 17 tháng 9 năm 2017.
3. ↑  Daniels, Les (1991). Marvel: Five Fabulous Decades of the World's Greatest Comics. New York: Harry N. Abrams. tr. 27 & 32–33. ISBN 0-8109-3821-9. Timely Publications became the name under which Goodman first published a comic book line. He eventually created a number of companies to publish comics ... but Timely was the name by which Goodman's Golden Age comics were known... Marvel wasn't always Marvel; in the early 1940s the company was known as Timely Comics, and some covers bore this shield.
4. ↑  Sanderson, Peter (November 20, 2007). The Marvel Comics Guide to New York City. Gallery Books.

Nhà xuất bản tạp chí Pulp Martin Goodman đã thành lập công ty Timely Publications vào năm 1939, sau này được gọi là Marvel Comics. Goodman, người đã bắt đầu với cuốn Western vào năm 1933, dần mở rộng sang lĩnh vực mới, và sau đó công ty ông đã nhanh chóng nổi tiếng bằng phương tiện truyện tranh mới. Họ khai trương dòng sản phẩm mới từ văn phòng công ty hiện tại của mình tại 330 West 42nd Street, thuộc thành phố New York, anh chính thức giữ các chức danh biên tập viên, biên tập viên quản lý và giám đốc kinh doanh, cùng với Abraham Goodman (anh trai của Martin) chính thức được liệt kê là một nhà xuất bản.
Ấn phẩm đầu tiên của Timely là Marvel Comics (tháng 10 năm 1939), đánh dấu sự xuất hiện đầu tiên của siêu anh hùng The Human Torch của Carl Burgos, và sự xuất hiện đầu tiên của nhân vật phản anh hùng Namor the Sub-Mariner của Bill Everett. Ấn phẩm này đã thành công tốt đẹp; Lần in thứ hai vào tháng sau đã bán được tổng cộng gần 900.000 bản. Khi đó, các bản truyện tranh còn đang được sản xuất ở bên ngoài bởi Funnies, Inc. Vào năm sau, Công ty ông đã kịp thời có nhân viên của riêng mình. Biên tập viên đầu tiên của công ty, nhà văn-nghệ sĩ Joe Simon, đã hợp tác với nghệ sĩ Jack Kirby để tạo ra một trong những siêu anh hùng theo chủ đề yêu nước đầu tiên, đó là Captain America, trong Captain America Comics (tháng 3 năm 1941). Nó cũng đã tạo ra một cú hit, với doanh thu gần một triệu USD.
Mặc dù không có nhân vật nào khác của Timely đạt được thành công như ba nhân vật này, nhưng cũng có một số anh hùng đáng chú ý và nhiều người trong số họ đã tiếp tục xuất hiện trong các lần hồi tưởng lại thời hiện đại bao gồm Whizzer, Hoa hậu Mỹ, Kẻ hủy diệt, Vision  và Angel. Timely cũng đã xuất bản một trong những tác phẩm hài hước nổi tiếng nhất của họa sĩ hoạt hình Basil Wolverton, "Powerhouse Pepper", cũng như một dòng truyện tranh động vật biết nói dành cho trẻ em có các nhân vật như Super Rabbit, bộ đôi Ziggy Pig và Silly Seal.
Goodman đã thuê người em họ 16 tuổi của vợ mình, Stanley Lieber, làm trợ lý văn phòng chung vào năm 1939. Khi biên tập viên Simon rời công ty vào cuối năm 1941, Goodman để Lieber - bút danh là "Stan Lee" làm biên tập viên chính của dòng truyện tranh, Stan Lee đã giữ vị trí này trong nhiều thập kỷ ngoại trừ ba năm trong thời gian phục vụ quân đội ở Thế chiến thứ hai. Stan Lee đã viết rất nhiều tác phẩm cho Timely, đóng góp vào một số tựa sách khác nhau.
Chiến lược kinh doanh của Goodman liên quan đến việc các tạp chí và truyện tranh khác nhau của ông được xuất bản bởi một số tập đoàn, tất cả đều hoạt động tại cùng một văn phòng và với cùng một đội ngũ nhân viên. Marvel Comics là công ty đã được Timely Comics chọn để xuất bản cuốn Marvel Mystery Comics (tháng 5 năm 1944). Ngoài ra, bìa một số cuốn truyện tranh, chẳng hạn như All Surprise Comics (Mùa đông 1946–47), được gắn nhãn là "A Marvel Magazine" vào nhiều năm trước khi Goodman chính thức lấy tên này vào năm 1961.

### Magazine Management/Atlas Comics
Thị trường truyện tranh Mỹ thời hậu chiến đã nhìn thấy các siêu anh hùng không còn hợp thời. Dòng truyện tranh của Goodman đã loại bỏ chúng trong hầu hết các phần và mở rộng thành nhiều thể loại hơn so với các thể loại trước đây Timely đã xuất bản, bao gồm kinh dị, Viễn Tây, hài hước, động vật biết nói, phim phiêu lưu, quái vật khổng lồ, tội phạm và truyện tranh chiến tranh, v.v. Thêm những cuốn sách về rừng rậm, những tựa truyện lãng mạn, gián điệp và cuộc phiêu lưu thời trung cổ, những câu chuyện trong Kinh thánh và thể thao.
Goodman bắt đầu sử dụng logo quả địa cầu của công ty phân phối sạp báo mà ông sở hữu  - Atlas News Company, trên bìa truyện tranh ngày tháng 11 năm 1951. Mặc dù một công ty khác, Kable News, tiếp tục phân phối truyện tranh của ông thông qua các số tháng 8 năm 1952. Thương hiệu toàn cầu này thống nhất một đường dây xuất bản tác phẩm bởi cùng một nhà xuất bản, nhân viên và dịch giả tự do thông qua 59 công ty ma, từ Animirth Comics đến Zenith Publications.
Atlas, thay vì đổi mới, đã đi theo một lộ trình được chứng minh là tuân theo các xu hướng phổ biến trong truyền hình và điện ảnh như là phim truyền hình phương Tây và phim chiến tranh, quái vật...và cả những cuốn truyện tranh khác, đặc biệt là dòng kinh dị.
Atlas cũng đã xuất bản rất nhiều tựa truyện hài hước dành cho trẻ em và thanh thiếu niên, bao gồm Homer the Happy Ghost của Dan DeCarlo (tương tự như Casper the Friendly Ghost), Homer Hooper (à la Archie Andrews).
Atlas đã không thành công khi cố gắng hồi sinh các siêu anh hùng từ cuối năm 1953 đến giữa năm 1954, với Human Torch (Syd Shores và Dick Ayers), Sub-Mariner (Bill Everett), và Captain America (nhà văn Stan Lee, nghệ sĩ John Romita Sr.). Atlas đã không đạt được bất kỳ thành công đột phá nào và theo Stan Lee, Atlas tồn tại chủ yếu vì nó tạo ra tác phẩm nhanh chóng, rẻ tiền và chất lượng tốt.

### Marvel Comics
Những cuốn truyện tranh hiện đại đầu tiên dưới thương hiệu Marvel Comics là tuyển tập khoa học viễn tưởng Journey into Mystery và tựa truyện hài hước dành cho tuổi teen Patsy Walker (cả hai đều có bìa ghi ngày tháng 6 năm 1961). Sau đó, trước sự thành công của DC Comics trong việc hồi sinh các siêu anh hùng vào cuối những năm 1950 và đầu những năm 1960, đặc biệt là với những siêu anh hùng Marvel đã làm theo như The Flash, Green Lantern, Batman, Superman, Wonder Woman, Green Arrow và các thành viên khác của nhóm Justice League of America.
Năm 1961, nhà văn kiêm biên tập viên Stan Lee đã cách mạng hóa truyện tranh siêu anh hùng bằng cách giới thiệu các siêu anh hùng được thiết kế để thu hút độc giả lớn tuổi hơn là khán giả chủ yếu là trẻ em qua phương tiện truyền thông, do đó mở ra cái mà sau này Marvel gọi là Thời đại Truyện tranh Marvel.
Đội siêu anh hùng đầu tiên của Modern Marvel là những ngôi sao tiêu biểu của The Fantastic Four (tháng 11 năm 1961), đã phá vỡ quy ước với các nguyên mẫu truyện tranh khác thời đó bằng cách tranh giành, giữ mối hận thù sâu sắc và tránh giấu để ủng hộ địa vị của người nổi tiếng.
Sau đó, truyện tranh Marvel đã phát triển, trở nên nổi tiếng vì tập trung vào các nhân vật và các vấn đề ở người lớn, ở một mức độ lớn hơn so với hầu hết các truyện tranh siêu anh hùng trước đó, một đặc điểm mà thế hệ độc giả lớn tuổi đánh giá cao. Điều này được áp dụng cho tựa đề The Amazing Spider-Man nói riêng, đây hóa ra lại là cuốn sách thành công nhất của Marvel. Người anh hùng trẻ tuổi trong đó phải chịu đựng những vấn đề thiếu tự tin giống như bất kỳ thiếu niên nào khác, điều mà nhiều độc giả có thể đọc hiểu được.
Stan Lee, các nghệ sĩ tự do và cuối cùng là người đồng vẽ phim Fantastic Four của Jack Kirby, bộ phim có nguyên tác là từ nền văn hóa Chiến tranh Lạnh, khiến người đọc thay đổi các suy nghĩ về siêu anh hùng của các thời đại trước, để phản ánh tốt hơn tinh thần tâm lý ở lứa tuổi của họ. Ban đầu, họ tránh những trò làm quá trong truyện tranh như để danh tính bí mật, họ tạo nên một "siêu anh hùng trong thế giới thực", bộ truyện đã tạo nên một thành công lớn.
Marvel thường được biết đến với những siêu anh hùng có khuyết điểm, những kẻ kỳ quặc và những kẻ lạc lối, không giống như những anh hùng hoàn hảo, đẹp trai, lực lưỡng hay được thấy trong các bộ truyện tranh truyền thống trước đây. Một số anh hùng Marvel trông giống như những nhân vật phản diện và giống quái vật như Hulk hoặc The Thing. Cách tiếp cận theo chủ nghĩa tự nhiên này còn mở rộng sang chính trị thời sự.
Tất cả những yếu tố này đã gây ấn tượng mạnh với độc giả lớn tuổi, bao gồm cả những người trưởng thành ở độ tuổi đại học. Năm 1965, Spider-Man và Hulk đều có mặt trong danh sách 28 anh hùng trong khuôn viên trường đại học của tạp chí Esquire, cùng với John F. Kennedy và Bob Dylan. Vào năm 2009, nhà văn Geoff Boucher đã phản ánh rằng, Superman và DC Comics có vẻ như đã già nua nhàm chán; Marvel là tác phẩm nghệ thuật của Kirby với sự căng thẳng đã khiến nó trở nên hoàn hảo với thời đại này...
Ngoài Spider-Man và Fantastic Four, Marvel bắt đầu xuất bản các tựa siêu anh hùng khác có các anh hùng và phản anh hùng như Hulk, Thor, Ant-Man, Iron Man, X-Men, Daredevil, Inhumans, Black Panther, Doctor Strange , Captain Marvel và Silver Surfer, và những nhân vật phản diện đáng nhớ như Doctor Doom, Magneto, Galactus, Loki, Green Goblin và Doctor Octopus, tất cả đều tồn tại trong một vũ trụ chung được gọi là vũ trụ Marvel với các địa điểm phản ánh các thành phố ngoài đời thực chẳng hạn như New York, Los Angeles và Chicago.

### Quyền sỡ hữu của Cadence Industries
Năm 1968, trong khi bán được 50 triệu cuốn truyện tranh mỗi năm, người sáng lập công ty Goodman đã sửa đổi thỏa thuận phân phối hạn chế với Independent, ông đã đạt được sự cưỡng ép trong suốt những năm đó khi chỉ cho phát hành đầu sách theo yêu cầu. Cuối năm đó, ông bán Marvel Comics và công ty mẹ của nó - Magazine Management cho tập đoàn Perfect Film and Chemical, mặc dù ông vẫn là nhà xuất bản. Năm 1969, Goodman cuối cùng đã kết thúc hợp đồng phân phối của mình với Independent bằng cách ký với công ty Curtis Circulation .
Năm 1971, Bộ Y tế, Giáo dục và Phúc lợi Hoa Kỳ đã tiếp cận tổng biên tập Stan Lee của Marvel Comics để thực hiện một câu chuyện truyện tranh về lạm dụng ma túy. Lee đã đồng ý và viết một câu chuyện Người Nhện ba phần mô tả việc sử dụng ma túy là nguy hiểm và phản cảm như thế nào. Tuy nhiên, hội đồng tự kiểm duyệt của ngành đã từ chối phê duyệt câu chuyện vì sự hiện diện của chất gây nghiện, cho rằng bối cảnh của câu chuyện không liên quan. Lee, với sự chấp thuận của Goodman, đã xuất bản câu chuyện ngay cả khi không có con dấu. Thị trường phản ứng tốt với cốt truyện và CCA sau đó đã sửa đổi quy tắc cùng năm.
Goodman nghỉ hưu với tư cách là nhà xuất bản vào năm 1972 và đưa con trai của mình- Chip lên làm nhà xuất bản. Ngay sau đó, Lee kế nhiệm ông với tư cách là nhà xuất bản và cũng trở thành chủ tịch của Marvel trong một thời gian ngắn. Trong thời gian làm chủ tịch, ông đã bổ nhiệm phó tổng biên tập của mình, nhà văn xuất sắc Roy Thomas, làm tổng biên tập.
Marvel đã có thể tận dụng truyện tranh siêu anh hùng thành công của mình trong thập kỷ trước bằng cách mua lại một nhà phân phối sạp báo mới và mở rộng đáng kể dòng truyện tranh của mình. Marvel đã vượt lên trước đối thủ DC Comics vào năm 1972, trong thời điểm mà giá cả và hình thức của truyện tranh tiêu chuẩn đang thay đổi. Goodman đã tăng giá và kích thước của truyện tranh của Marvel. DC đã làm theo, nhưng Marvel vào tháng sau lại giảm truyện tranh của mình xuống và cung cấp một sản phẩm giá thấp hơn với chiết khấu nhà phân phối cao hơn.
Năm 1973, Perfect Film and Chemical đổi tên thành Cadence Industries và đổi tên Magazine Management thành Marvel Comics Group. Goodman, ngừng hợp tác với Marvel và đã thành lập một công ty mới có tên Seaboard Periodicals vào năm 1974, phục hồi tên Atlas cũ của Marvel cho một dòng Atlas Comics mới, nhưng điều này chỉ kéo dài một năm rưỡi. Vào giữa những năm 1970, sự suy giảm của mạng lưới phân phối sạp báo đã ảnh hưởng đến Marvel. Những bộ phim nổi tiếng của giáo phái như Howard the Duck đã trở thành nạn nhân của vấn đề phân phối, với một số tựa báo cáo doanh thu thấp trong khi thực tế là các cửa hàng truyện tranh đặc biệt đầu tiên đã bán lại chúng vào một ngày sau đó. Nhưng đến cuối thập kỷ, vận may của Marvel đang hồi sinh nhờ sự gia tăng của phân phối trực tiếp trên thị trường — bán thông qua các cửa hàng chuyên về truyện tranh đó thay vì các sạp báo.
Marvel đã tổ chức đại hội truyện tranh của riêng mình - Marvelcon 75, vào mùa xuân năm 1975. Tại sự kiện năm 1975, Stan Lee đã sử dụng cuộc thảo luận giữa nhóm Fantastic Four để thông báo rằng Jack Kirby, người đồng sáng tạo ra hầu hết các nhân vật đặc trưng của Marvel, sẽ trở lại Marvel sau khi rời đi vào năm 1970 để làm việc cho đối thủ DC Comics. Vào tháng 10 năm 1976, Marvel, đã cấp phép tái bản ở các quốc gia khác nhau, bao gồm cả Vương quốc Anh, đã tạo ra một siêu anh hùng dành riêng cho thị trường Anh. Captain Britain ra mắt độc quyền tại Vương quốc Anh, và sau đó xuất hiện trong truyện tranh Mỹ.
Năm 1978, Jim Shooter trở thành tổng biên tập của Marvel. Mặc dù là một nhân vật gây tranh cãi, Shooter đã làm hoàn chỉnh nhiều thiếu sót trong thủ tục tại Marvel, bao gồm cả việc liên tục bị trễ thời hạn. Trong suốt 9 năm nhiệm kỳ tổng biên tập của Shooter, việc Chris Claremont và John Byrne tham gia Uncanny X-Men và Frank Miller tham gia Daredevil đã trở thành những thành công quan trọng và thương mại.

## Trưởng ban biên tập
Trưởng ban biên tập của Marvel ban đầu giữ chức danh "biên tập viên". Chức danh của trưởng ban biên tập này sau đó trở thành "tổng biên tập". Joe Simon là tổng biên tập thực sự đầu tiên của công ty, cùng với nhà xuất bản Martin Goodman, người chỉ giữ vai trò biên tập chính thức và các hoạt động biên tập thuê ngoài.
Năm 1994, Marvel nhanh chóng bãi bỏ vị trí tổng
biên tập, thay thế Tom DeFalco bằng năm tổng biên tập nhóm. Như Carl Potts đã mô tả sự sắp xếp biên tập những năm 1990:
Vào đầu những năm 90, Marvel có nhiều tựa sách đến nỗi có ba Giám đốc điều hành, mỗi người giám sát khoảng 1/3 dòng. Bob Budiansky là Biên tập viên điều hành thứ ba [sau Mark Gruenwald và Potts được bổ nhiệm trước đó]. Tất cả chúng tôi đã trả lời Tổng biên tập Tom DeFalco và Nhà xuất bản Mike Hobson. Cả ba biên tập viên điều hành đã quyết định không thêm tên của chúng tôi vào các khoản tín dụng vốn đã đông đúc trên các tựa phim của Marvel. Do đó, độc giả không dễ dàng biết được những tựa sách nào được sản xuất bởi Biên tập viên điều hành nào... Cuối năm 94, Marvel đã tổ chức lại thành một số bộ phận xuất bản khác nhau, mỗi bộ phận có một Tổng biên tập riêng. [105]
Marvel đã phục hồi vị trí tổng biên tập tổng thể vào năm 1995 với Bob Harras.

## Ban biên tập
Ban đầu được gọi là phó tổng biên tập khi tổng biên tập của Marvel vừa mang chức danh biên tập viên, chức danh biên tập cao nhất tiếp theo trở thành tổng biên tập điều hành dưới chức danh tổng biên tập chính của tổng biên tập. Chức danh phó tổng biên tập sau đó được phục hồi dưới thời tổng biên tập là chức danh biên tập phụ trách một số chức danh dưới sự chỉ đạo của một tổng biên tập và không có phó tổng biên tập.
Năm 1968, trong khi bán được 50 triệu cuốn truyện tranh mỗi năm, Goodman, người sáng lập công ty, đã sửa đổi thỏa thuận phân phối hạn chế khó kiếm được của mình với báo chí độc lập trong kỷ nguyên Atlas để cho phép ông xuất bản bất kỳ số lượng sách nào. [19] Cuối năm đó, anh bán Marvel Comics và công ty quản lý tạp chí của công ty mẹ cho Perfect Pictures and Chemicals, mặc dù anh vẫn là nhà xuất bản. [36] Năm 1969, Goodman cuối cùng đã ký hợp đồng với Curtis Distribution, chấm dứt thỏa thuận phân phối của anh với The Independent. [19]
Năm 1971, Bộ Y tế, Giáo dục và Phúc lợi Hoa Kỳ đã tiếp cận với Tổng biên tập Stan Lee của Marvel Comics, với hy vọng sản xuất một câu chuyện truyện tranh về việc sử dụng ma túy. Lee đồng ý và viết một câu chuyện Người Nhện gồm ba phần, mô tả việc sử dụng ma túy là nguy hiểm và gây khó chịu. Tuy nhiên, ủy ban tự kiểm duyệt của ngành Comics Code Authority, , đã từ chối phê duyệt câu chuyện vì sự hiện diện của chất gây nghiện, Cho rằng bối cảnh của câu chuyện không quan trọng. Với sự chấp thuận của Goodman, Lee đã xuất bản câu chuyện trong "The Amazing Spider-Man" # 96-98 (tháng 5-tháng 7 năm 1971) mà không có tem dấu comics code. Thị trường đã phản ứng tốt với cốt chuyện này và CCA sau đó đã sửa đổi Bộ luật trong cùng năm Goodman nghỉ hưu với tư cách là nhà xuất bản vào năm 1972 và đưa con trai của mình, Chip làm nhà xuất bản. Ngay sau đó, Lee kế nhiệm ông với tư cách là một nhà xuất bản và một thời gian ngắn trở thành chủ tịch của Marvel. Thomas đã thêm "Món quà của Stan Lee" vào trang mở đầu của mỗi cuốn truyện tranh.
Trong một đợt suy thoái khác của ngành, nhiều biên tập viên mới giám sát công ty. Marvel lại cố gắng đa dạng hóa và tung ra các tác phẩm lấy đề tài kinh dị sau khi cập nhật mã truyện tranh. (The Tomb of Dracula), martial arts (Shang-Chi: Master of Kung Fu), sword-and-sorcery (Conan the Barbarian in 1970, Red Sonja), satire (Howard the Duck) and science fiction (2001: A Space Odyssey, "Killraven" in Amazing Adventures, Battlestar Galactica, Star Trek, and, late in the decade, the long-running Star Wars series). Một số trong số này đã được xuất bản trên các tạp chí đen trắng khổ lớn hơn, dưới dấu ấn của Curtis Magazines.
Bằng cách mua lại một nhà phân phối sạp báo mới và mở rộng đáng kể loạt truyện tranh của mình, Marvel đã có thể tận dụng các truyện tranh siêu anh hùng thành công của mình trong thập kỷ qua. Marvel đã đi trước đối thủ DC Comics vào năm 1972, khi giá và định dạng truyện tranh tiêu chuẩn đang thay đổi. Goodman đã tăng giá và kích thước của truyện tranh do Marvel xuất bản vào tháng 11 năm 1971 từ 15 xu cho tổng số 36 trang lên 25 xu cho 52 trang. DC đã theo sát, nhưng trong tháng tiếp theo, Marvel đã giảm truyện tranh 36 trang xuống còn 20 xu, cung cấp các sản phẩm giá thấp hơn và chiết khấu cao hơn cho nhà phân phối. [42] Năm 1973, Perfect Film and Chemical được đổi tên thành Cadence Industries, và ban quản lý tạp chí được đổi tên thành Marvel Comics Group. Goodman hiện không liên lạc với Marvel và thành lập một công ty mới có tên Seaboard Periodicals vào năm 1974 để sử dụng lại tên Atlas cũ của Marvel cho loạt truyện tranh Atlas mới, nhưng điều này chỉ kéo dài trong một năm rưỡi.
Vào giữa những năm 1970, sự suy giảm của mạng lưới phân phối sạp báo đã ảnh hưởng đến Marvel. Những bộ phim đình đám nổi tiếng như "Duck Howard" đã trở thành nạn nhân của vấn đề phân phối. Một số bộ phim báo cáo doanh thu thấp và trên thực tế, đợt đầu tiên các cửa hàng truyện tranh chuyên nghiệp đã bán lại chúng vào một ngày sau đó. Nhưng vào cuối thập kỷ này, sự giàu có của Marvel đang phục hồi do sự gia tăng của việc phân phối trực tiếp trên thị trường, bán qua các cửa hàng truyện tranh đó thay vì các sạp báo.
Marvel bắt đầu tham gia vào lĩnh vực phát triển âm thanh vào năm 1975, tung ra hàng loạt radio và đĩa hát, tất cả đều có Stan Lee là người dẫn chuyện. Loạt phát sóng là Fantastic Four. Kỷ lục là "Spider-Man: Rock Reflections on Superhero Concept Album" dành cho người hâm mộ âm nhạc.] Marvel Superhero Secret War # 1 (tháng 5 năm 1984). Ảnh bìa của Mike Zeck mô tả Captain America, Wolverine, Laser Eye, Hawkeye, Rogue, Female Hulk, Monster, Colossus, Monica Rambo, Nightcrawler, Spider-Man, Thunderbolt, Hulk, Iron Man và cơn bão.  Marvel đã tổ chức đại hội truyện tranh của riêng mình, Marvelcon '75, vào mùa xuân năm 1975, và hứa sẽ tổ chức một Marvelcon '76. Tại sự kiện năm 1975, Stan Lee đã sử dụng các cuộc thảo luận của nhóm Fantastic Four để thông báo rằng Jack Kirby, người đồng sáng tạo ra hầu hết các nhân vật mang tính biểu tượng của Marvel, sẽ trở lại Marvel sau khi rời đi trong năm nay. Năm 1970, làm việc cho đối thủ cạnh tranh DC Comics. Vào tháng 10 năm 1976, Marvel, được cấp phép phát hành lại ở nhiều quốc gia bao gồm cả Vương quốc Anh, đã tạo ra một siêu anh hùng dành riêng cho thị trường Anh. Captain England chỉ xuất hiện lần đầu ở Anh và sau đó xuất hiện trong các bộ truyện tranh của Mỹ. Trong thời gian này, Marvel và Cơ quan Đăng ký và Tribune có trụ sở tại Iowa đã tung ra một số bộ truyện tranh được kết hợp - Người nhện tuyệt vời, Vịt trời Howard, Conan the Barbarian và The Incredible Hulk. Không có bộ phim nào kéo dài quá năm 1982, ngoại trừ The Amazing Spider-Man, vẫn đang được xuất bản.

Năm 1978, Jim Shooter trở thành tổng biên tập của Marvel. Mặc dù là một nhân vật gây tranh cãi, game bắn súng đã giải quyết được nhiều nhược điểm về thủ tục của Marvel, bao gồm cả việc thường xuyên bị trễ thời hạn. Trong nhiệm kỳ tổng biên tập chín năm của Shooter, Chris Claremont và John Byrne đã tham gia X-Men đáng kinh ngạc, và Frank Miller tham gia Daredevil, đạt được thành công về mặt thương mại và phê bình.Shooter đưa Marvel vào thị trường trực tiếp đang phát triển nhanh chóng, [50] tiền bản quyền của người sáng tạo được thể chế hóa, bắt đầu với dấu ấn Epic Comics của các tài liệu do người sáng tạo sở hữu vào năm 1982; giới thiệu các tựa game trong toàn công ty thông qua các trận chiến tranh chức vô địch và các cuộc chiến bí mật Cốt truyện; và trong 1986, loạt phim về vũ trụ mới không thành công đã được ra mắt để kỷ niệm 25 năm truyện tranh Marvel. Star Comics là một bộ truyện dành cho trẻ em khác với những tựa truyện thông thường của Marvel, và nó đã trở nên rất nổi tiếng trong khoảng thời gian ngắn này.